# Peter-Klaus Witkowski
Peter-Klaus Witkowski (* 19. April 1949 in Münden (Hann. Münden)) ist ein deutscher Generalarzt a. D. Er war von Oktober 2006 bis zu seiner Zurruhesetzung am 30. September 2008 stellvertretender Amtschef und Chef des Stabes im Sanitätsamt der Bundeswehr (SanABw) in München.

## Leben
Witkowski besuchte das Gymnasium in seiner Geburtsstadt und absolvierte 1968 das Abitur. Nach der Ableistung des Grundwehrdienstes als Reserveoffizieranwärter beim Panzergrenadierbataillon 43 in Göttingen studierte er von 1969 bis 1972 an der Georg-August-Universität Biologie und Chemie bis zum Vordiplom und im Anschluss bis 1977 Humanmedizin. Während des Studiums wurde er nach einer Wehrübung 1972 zum Leutnant der Reserve befördert und trat 1973 als Sanitätsoffizieranwärter wieder in die Bundeswehr ein. Nach dem Studium absolvierte er 1978 sein Praktikumsjahr als Medizinalassistent im zivilen Vereinskrankenhaus Hann. Münden; ein Jahr darauf folgte die Promotion. Nach der Verwendung als Truppenarzt im Panzerartilleriebataillon 45 war er von 1980 und 1983 Brigadearzt der Panzergrenadierbrigade 4. Von 1983 bis 1984 war er Leiter des Sanitätszentrums 209 und Beratender Sanitätsoffizier der Panzergrenadierbrigade 4. Während seiner anschließenden Verwendung als Inspektionschef an der Sanitätsakademie der Bundeswehr (SanAkBw) in München bis 1986 erfolgte die Anerkennung als Facharzt für Arbeitsmedizin. Von 1986 bis 1989 war er Adjutant des Inspekteurs des Sanitäts- und Gesundheitswesens, von 1989 bis 1993 war er Dozent für Sanitäts- und Gesundheitswesen in der Fachgruppe Sicherheitspolitik und Streitkräfte und gleichzeitig Beauftragter des Inspekteurs des Sanitäts- und Gesundheitswesen an der Führungsakademie der Bundeswehr in Hamburg. Von 1993 bis 1995 war er Chefarzt im Bundeswehrkrankenhaus Berlin. Es folgten verschiedene Verwendungen als Referatsleiter im Bundesministerium der Verteidigung. Nach der Verwendung als Kommandeur der Sanitätsakademie der Bundeswehr von 2001 bis 2003 war er von 2003 bis 2006 Kommandeur des Sanitätskommandos IV in Bogen verbunden mit der Beförderung zum Generalarzt. Von 2006 bis zu seiner Pensionierung 2008 war er stellvertretender Amtschef und Chef des Stabes des Sanitätsamts der Bundeswehr in München.
Witkowski ist verheiratet und lebt in Göttingen.

## Auszeichnungen
Witkowski wurde mit dem Ehrenkreuz der Bundeswehr in Gold ausgezeichnet.